# ميناء نويبع
ميناء نويبع، هو أحد الموانئ المصرية التابعة للهيئة العامة لموانئ البحر الأحمر، ويقع على الساحل الغربي لخليج العقبة وعلى مسافة حوالى 168 كيلو متر شمال شرم الشيخ ومسافة 64 كيلو متر جنوب طابا.

## مقومات الميناء
| المساحة الإجمالية للميناء     | 9.8 كيلو متر مربع (9871000 متر مربع)  |
| المساحة المائية               | 9.5 كيلو متر مربع. (5931000 متر مربع) |
| المساحة الأرضية               | 0.3 كيلو متر مربع (340000 متر مربع)   |
| إجمالي مساحة الساحات والمخازن | 0.02 كيلو متر مربع. (22720 متر مربع)  |

الطاقة التصميمية القصوى (الاستعابية) :
- بضائع عامة 1.9 مليون طن.
- مليون راكب سنوياً.
- أكبر سفينة يمكن إستقبالها السفن حتى غاطس 8 متر.
- ساعات العمل 24 ساعة يوميا.

## الخصائص

### خصائص ملاحية

#### الإرشاد
الإرشاد إجباري في الميناء وتتوافر مراقبة إرشادية خاصة بأجهزة لاسلكى بتردد

#### بيانات عن المرشدين
| رتبة المرشد | عدد المرشدين |
| كبير مرشدين | 1            |
| مرشد ثان    | 1            |

### خصائص الأرصفة
| نوع الرصيف       | العدد | أرقام الأرصفة التابعة | الطول (متر) | أقصى غاطس (متر) من - إلى |
| ---------------- | ----- | --------------------- | ----------- | ------------------------ |
| ركاب وبضائع عامة | 4     | 1,2,3 الرصيف الجديد   | 380         | 8 - 8                    |

## الخدمات

### الإمداد والتموين
- المياه العذبة
- سولار
- ديزل
- قطع غيار
- سفن تموين
- استقبال مياه متسخة
- المواد الغذائية
- التبخير
- القطر والإرشاد
- زيوت ماكينة
- وقود تشغيل
- وقود خفيف
- وقود ثقيل
- مستلزمات الماكينة
- مستلزمات الإعاشة
- إصلاح سفن: يوجد ورشة فنية للإصلاحات الخفيفة
- رسوم النظافة 5% من الرسوم لجميع أنواع السفن فيما عدا سفن البضائع العامة فالرسوم 3%

### مقومات الأمن والسلامة والحفاظ على البيئة
- عمليات الإنقاذ ومكافحة الحريق: يعمل بالميناء قاطرة قدرة 1800 حصان مجهزة بمضخات حريق قدرة 400 طن /ساعة يمكنها القيام بعمليات القطر ومقاومة الحريق
- الإمكانيات الطبية: يوجد إسعاف طبي - عزل طبي
- مكافحة التلوث: تتوافر معدات مكافحة للتلوث البحري